# جوسيف إيفانوفيتش
جوسيف إيفانوفيتش (بالألمانية: Josef Ivanović)‏ هو لاعب كرة قدم ومدرب كرة قدم ألماني في مركز الهجوم، ولد في 5 ديسمبر 1973 في بيلفلد في ألمانيا. لعب مع أرمينيا بيليفيلد وألمانيا آخن وساتشسين لايبزيغ ونادي دويسبورغ ونادي كوبلنتس ونادي ماغديبورغ.

## وصلات خارجية
- جوسيف إيفانوفيتش على موقع قاعدة بيانات كرة القدم.إي يو (الإنجليزية)
- جوسيف إيفانوفيتش على موقع بيانات كرة القدم. دي إي (الألمانية)
- جوسيف إيفانوفيتش على موقع عالم كرة القدم.نت (الإنجليزية)